# نادار
گاسپار-فِلیکس تورناشُن (فرانسوی: Gaspard-Félix Tournachon‎؛ ۶ آوریل ۱۸۲۰ – ۲۰ مارس ۱۹۱۰) که به نام مستعار فِلیکس نادار (به فرانسوی: Félix Nadar) شناخته می‌شود، عکاس، کاریکاتوریست، روزنامه‌نگار و رمان‌نویس فرانسوی بود. او در سال ۱۸۵۸ اولین شخصی شد که عکس‌های هوایی می‌گرفت. او در جایگاه عکاس، به خاطر پرتره‌هایی که از بزرگان هم‌عصر خویش تهیه کرد، در یادها مانده‌است. وی پیشتاز استفاده از نورپردازی در عکاسی نیز بود.

## آغاز زندگی
گاسپار-فِلیکس تورناشُن در سال ۱۸۲۰ در پاریس زاده شد. «فلیکس نادار» نامی بود که یکی از دوستانش به او داده بود و نادار نیز آن را برای نام هنری خود برگزید.

## زندگی حرفه‌ای
نادار کار حرفه‌ای خود را با نویسندگی برای روزنامه‌ها و مجله‌های گمنام آغاز کرد. اما با این حال توانست در این کار با گروهی از نویسندگان و هنرمندان بوهمی، مانند شارل بودلر آشنا شود. او در ۱۹ سالگی تصمیم گرفت به همراه گروهی از دوستان خود مانند انوره دو بالزاک و الکساندر دوما مجله ادبی به نام کتاب طلایی راه‌اندازی کند. اما این مجله پیش از آن که آثار بالزاک بتواند در آن منتشر شود تعطیل شد.
با عضویت در انجمن نویسندگان توانست با شخصیت‌هایی چون الکساندر دوما، ژرژ ساند و ویکتور هوگو همنشین شود. این همنشینی به کار او در زمینه کاریکاتور کمک کرد. نادار در سال ۱۸۴۸ به عنوان کاریکاتوریست در روزنامهٔ Le Charivari کار می‌کرد.
نادار در ۱۸۶۰ در اوج موفقیت به ساختمان پلاش در بلوار کاپوچین جابجا شد. در سال ۱۸۷۴ با قرض‌دادن (یا شاید اجاره‌دادن) کارگاه خویش در ساختمان پلاش به گروهی از نقاشان ناراضی مانند پیر اگوست رنوآر، کلود مونه، ادگار دگا، کامی پیسارو، و برت موریسو برای برگزاری یک نمایشگاه مستقل، پانوشتی را در متون تاریخ هنر به خود اختصاص داد. از این نمایشگاه عموماً به یک شکست تعبیر می‌کردند. پیر اگوست رنوآر گفت: «تنها چیزی که از آن نمایشگاه نصیب ما شد، برچسب امپرسیونیسم بود، نامی که از آن متنفر بودم.»
نادار در سال ۱۸۸۵ هنگامی که ویکتور هوگو در بستر مرگ بود عکس گرفت. او در سال ۱۸۸۶ نخستین مصاحبه همراه با عکس را با یک شیمی‌دان سرشناس به نام میشل اوژن شورول دربارهٔ عکاسی شهوانی انجام داد. از ۱۸۹۵ تا پیش از بازگشت به پاریس در ۱۹۰۹ در مارسی استودیوی خود را برپا کرد.

پرتره چرخنده اثر نادار

## بازنشستگی
در آوریل ۱۸۸۴ استودیوی خود را ترک کرد و مدیریت عکاسخانه تازه خود را که کوچکتر بود، به پسر خود پُل سپرد. همزمان با کاهش علاقه نادار به عکاسی، پسرش پُل جای پدر را گرفت. نادار به او اجازه داد که از نام «نادار» استفاده کند. پرتره‌های پل، به‌روزتر به نظر می‌رسیدند. اما درون‌نگری عمیق و روان‌شناسانه عکس‌های فلیکس نادار را نداشتند.

## بالن‌سواری

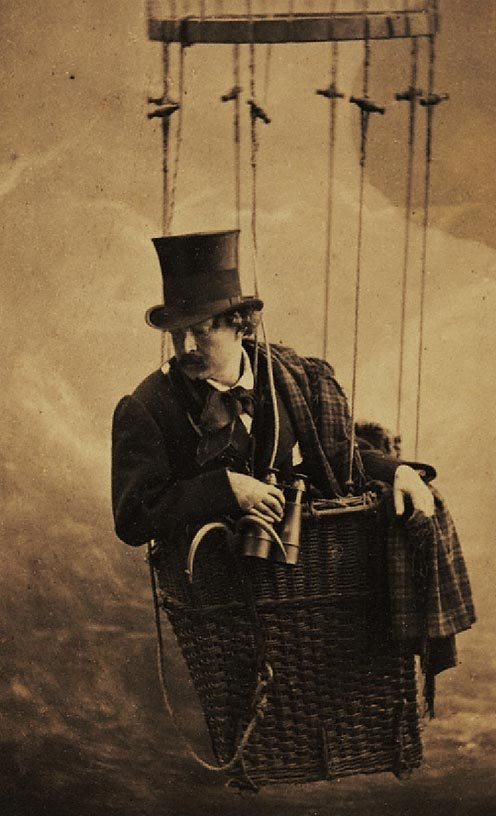
پرتره استودیویی نادار در یک سبد بالون

در حدود ۱۸۶۳ بالن غول‌پیکری به نام Le Géant (غول) با همکاری ژول ورن ساخت و پنج هفته با آن پرواز کرد. این بالن به بزرگی یک ساختمان ۱۲ طبقه بود. اما این پروژه Le Géant ناموفق بود. اما باعث پایه‌گذاری «انجمن تبلیغ‌گران پرواز با هوابرهای سنگینبود» شد. این انجمن در پی پرواز با بالگرد به جای بالن بودند. او در تلاشی دوباره به امپراتوری آلمان رسید. این حادثه در سراسر جهان خبرساز شد و ژول ورن شخصیت بی‌باک کتاب از زمین به ماه خود را با الهام‌گیری از این خبر و نادار نوشت.
نهایتاً در سال ۱۸۸۵ (میلادی)، نادار به‌وسیلهٔ بالن بسیار بزرگی به نام «غول»، نخستین عکس هوایی جهان را از پاریس گرفت.

## درگیری با برادر
فلیکس نادار در آغاز کار، برادرش «آدرین» را به کار عکاسی گماشت. اما بعد خودش نیز به عکاسی پرداخت. این که آدرین تا چه اندازه درگرفتن نخستین عکس‌های نادار سهم داشته، معلوم نیست. به نظر می‌رسد آدرین نیز تلاش می‌کرده خود را به نام «نادار جوان» معرفی کند. این کار باعث شد فلیکس از او به دادگاه شکایت کند. با پیروزی در دادگاه، کار فلیکس رونق گرفت ولی آدرین ورشکسته شد.

## سبک عکاسی
در دوره نادار در پرتره‌های استودیویی، در پس‌زمینه و کنار سوژه از تزئینات بسیاری استفاده می‌کردند و تمرکز بیشتر بر لباس افراد بود. اما نادار چهره‌ها را در کانون توجه قرار داد و از پس‌زمینه‌های ساده استفاده کرد و کوشید که شخصیت فرد را بیشتر به تصویر بکشد. افزون بر این، او با بهره‌گیری از نور، به چهره سوژه‌های خود سیمایی نورانی دهد. چنین چیزی در کارهای هم‌دوره‌های او دیده نمی‌شود.

## فرهنگ سلبریتی
فلیکس نادار از نخستین عکاسان سلبریتی به‌شمار می‌رود. او دریافته بود که مردم حاضرند برای عکس شخصیت‌های سرشناس پول بدهند و دوربین عکاسی ابزار مناسبی برای این کار بود. عکس به آسانی منتشر می‌شد و پدیده‌ای تازه و ویژه به‌شمار می‌آمد و از ارزشی ویژه برخوردار بود."
نادار می‌دانست که وفاداری عکاسی به موضوع هم جنبه خوب دارد هم جنبه بد، و ترجیح می‌داد که از زن‌ها تک‌چهره نگیرد؛ زیرا نتایج «آنقدر صادق و واقعی بود که به سختی کسانی را که در برابر دوربین می‌نشستند، حتی زیباترینشان را، راضی می‌کرد.»

## نگارخانه

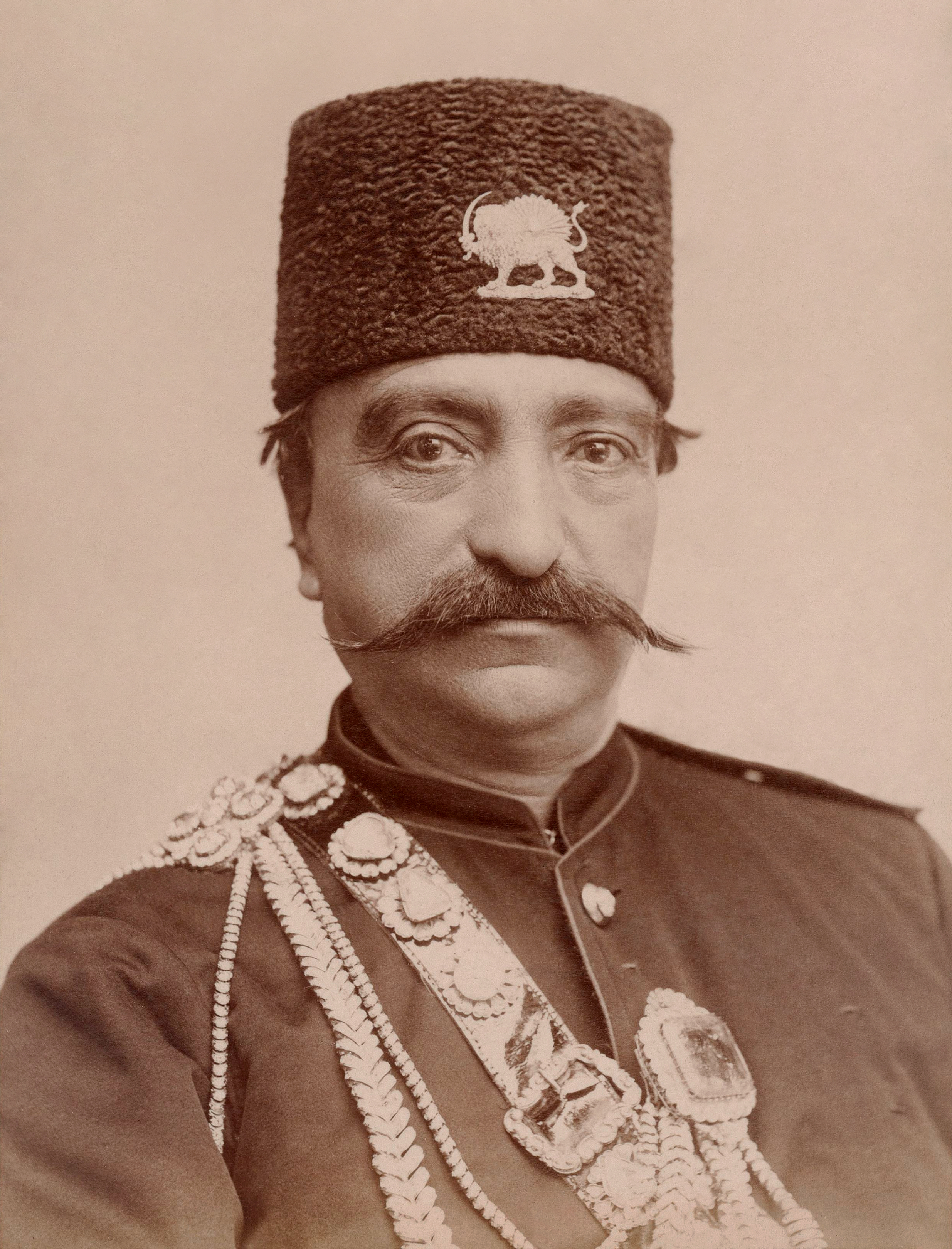
ناصرالدین‌شاه قاجار، شاه ایران
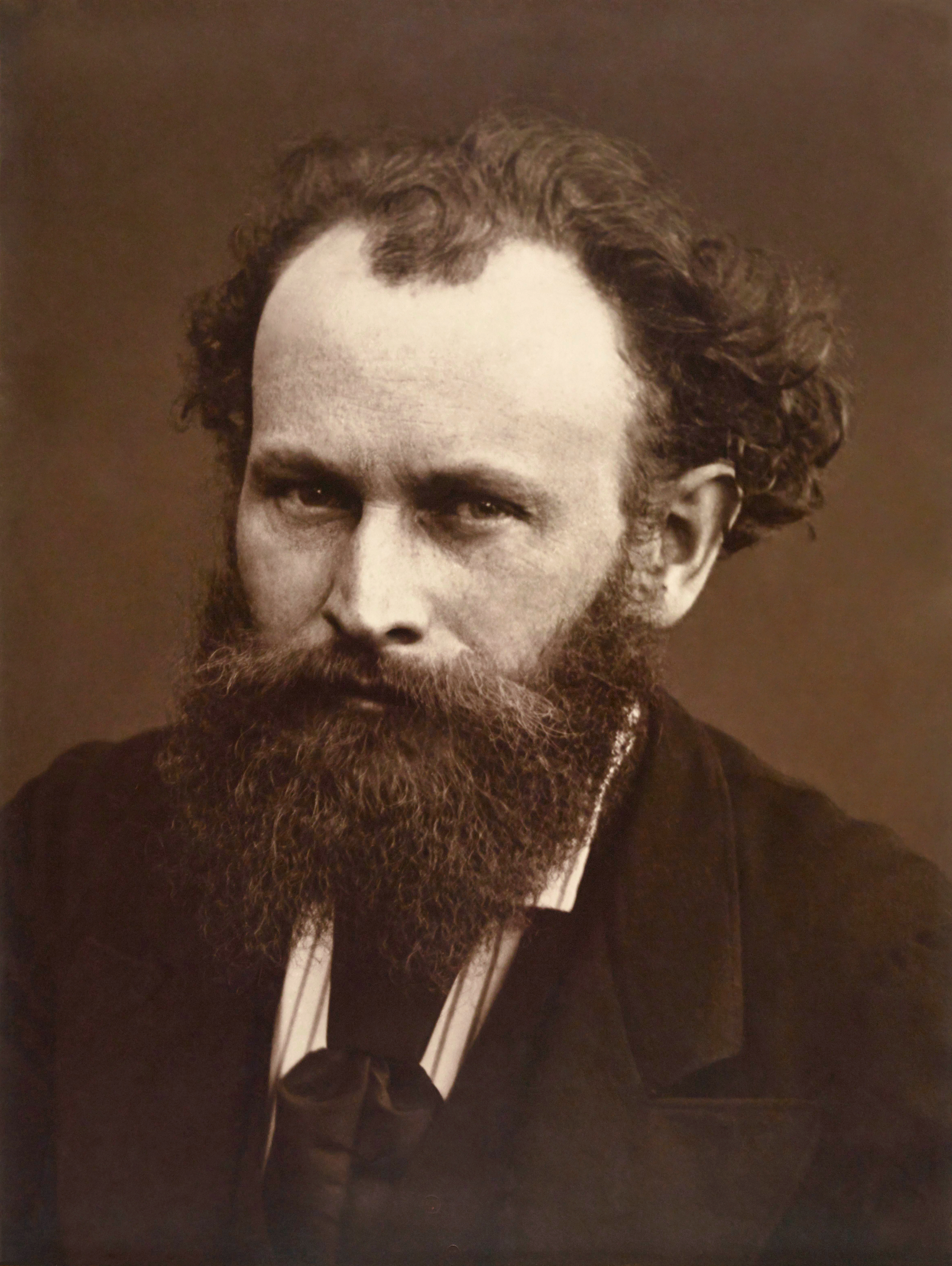
ادوار مانه
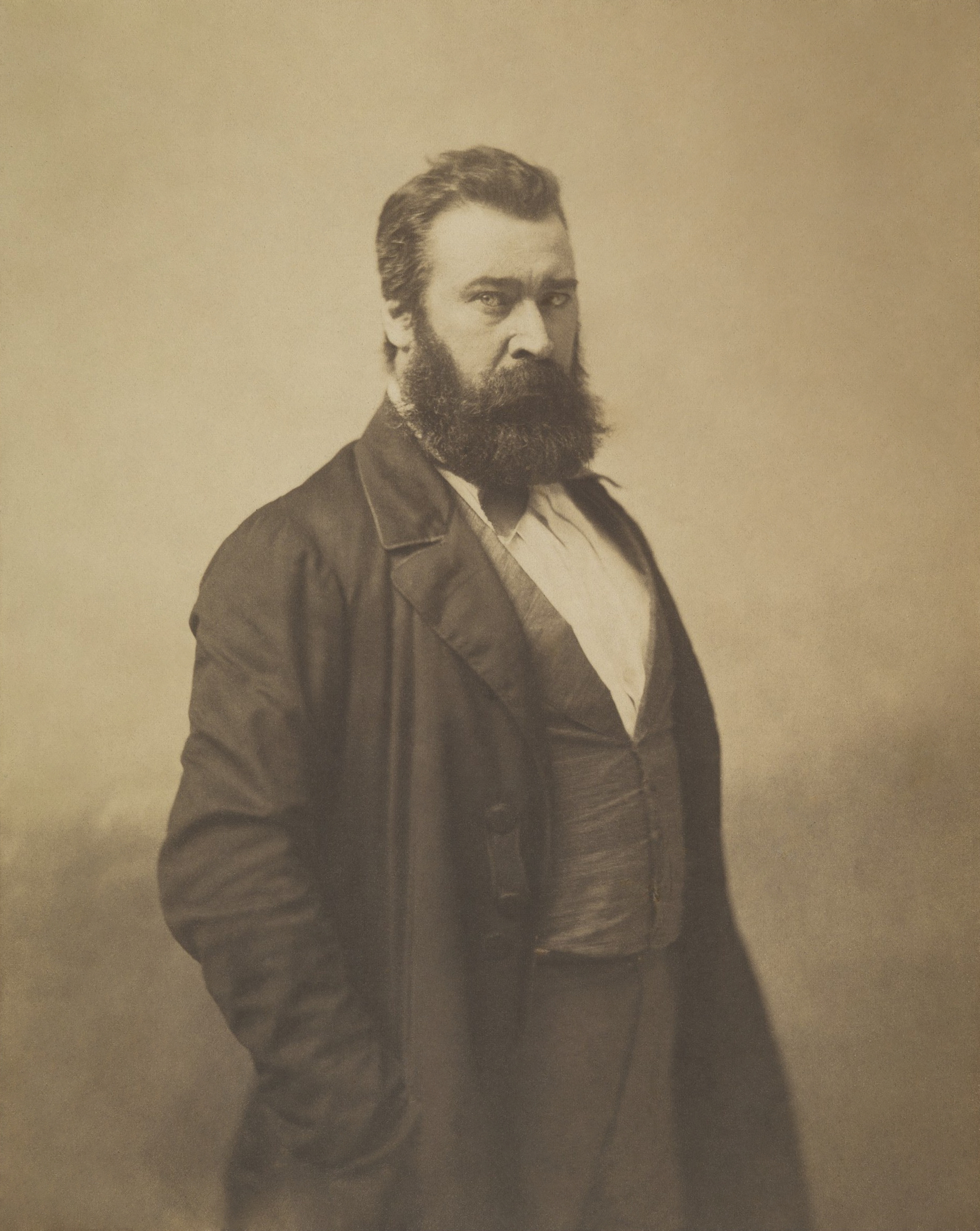
ژان‌فرانسوا میله
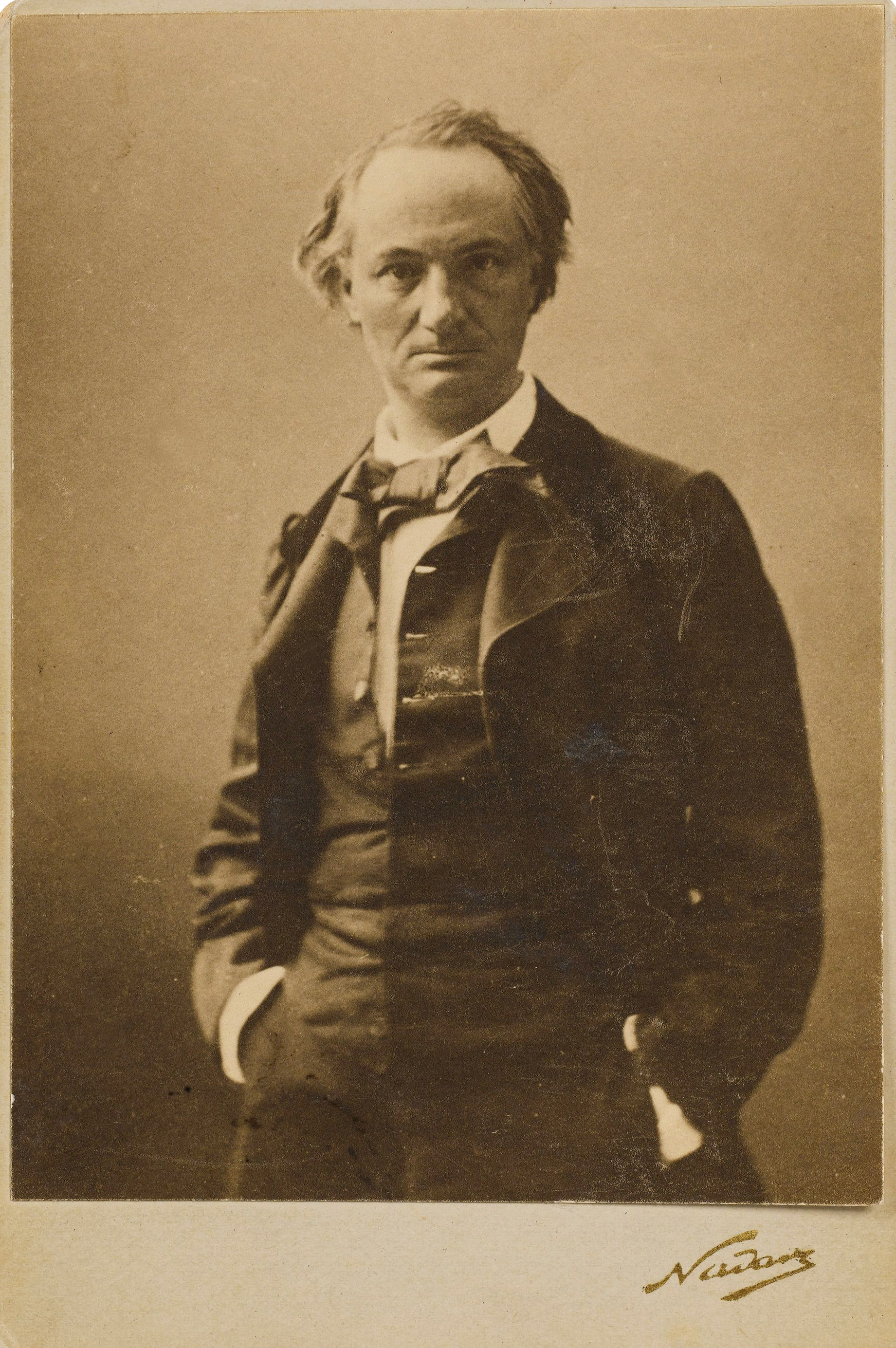
شارل بودلر
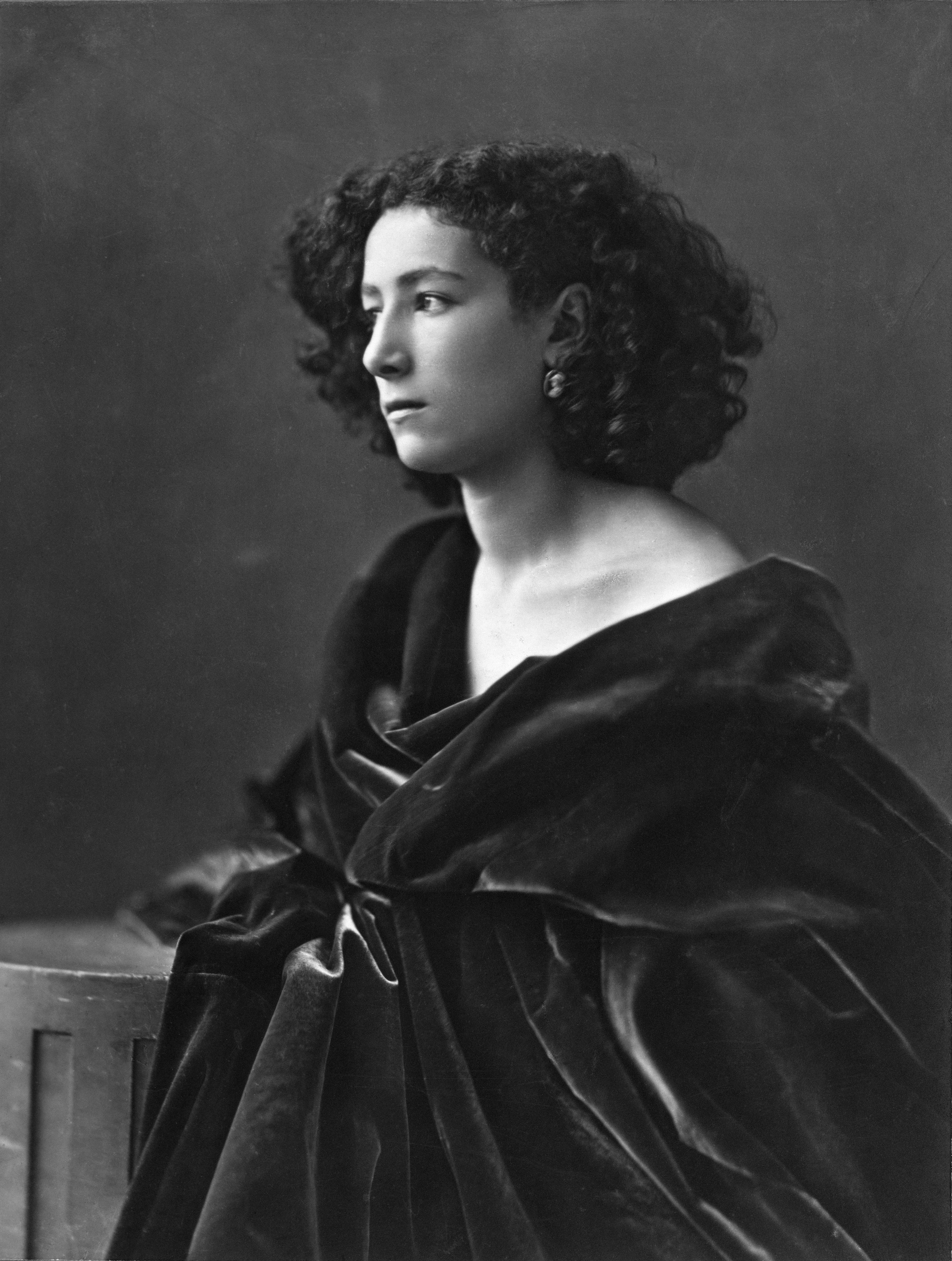
سارا برنارد (۱۸۶۴)
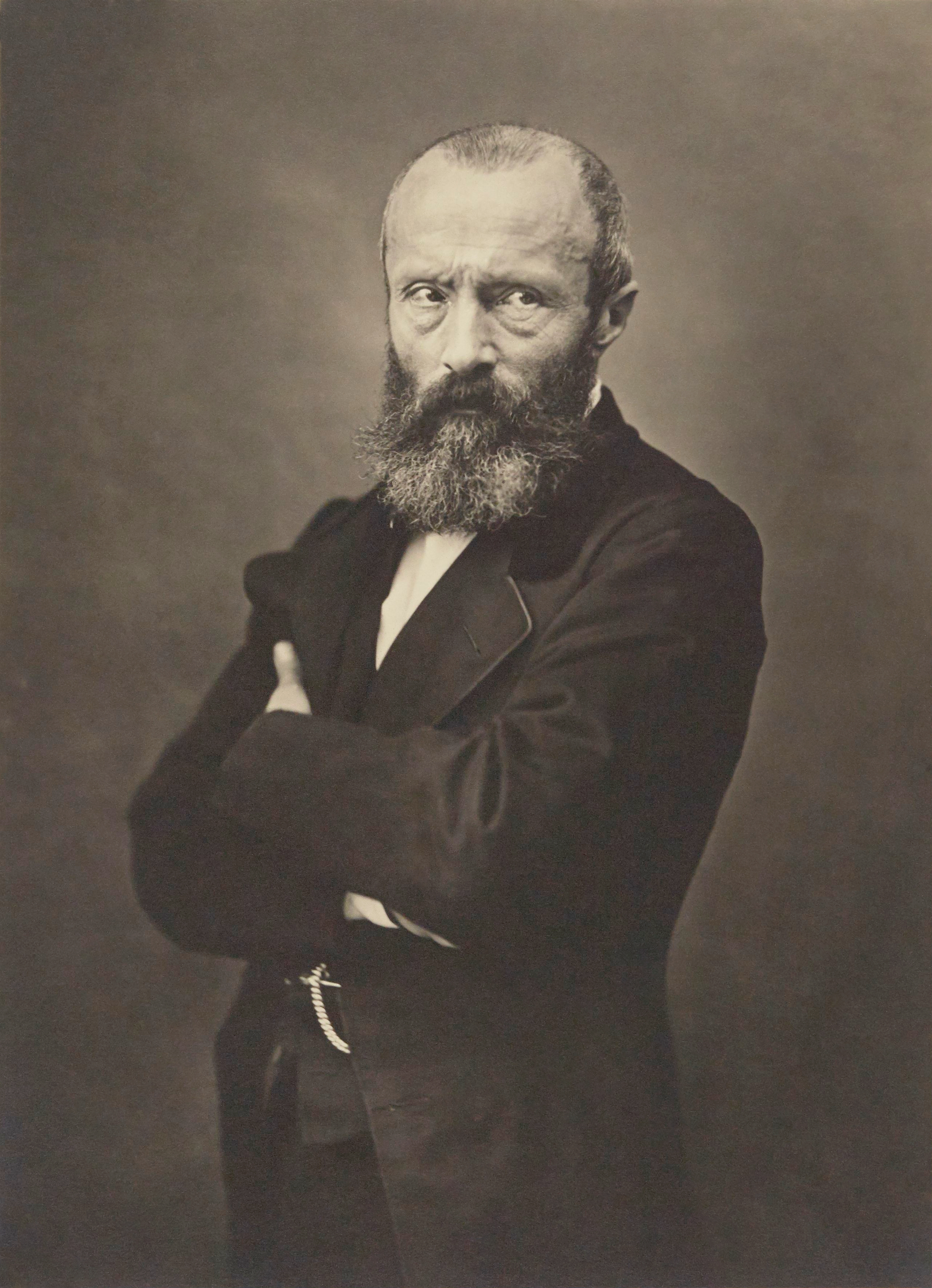
تئوفیل تور-بورگر (بین ۱۸۵۳ و ۱۸۶۹ م.)
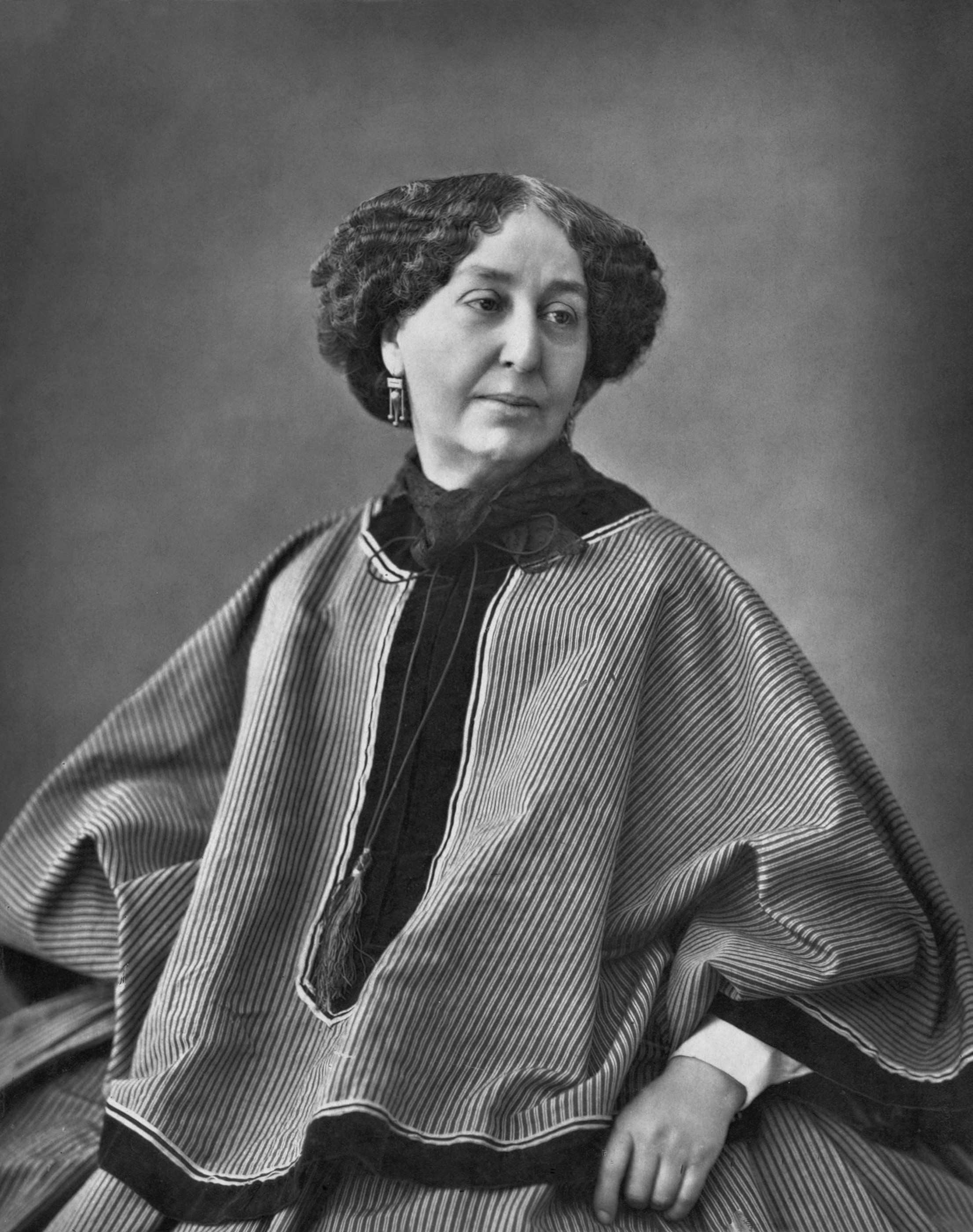
ژرژ ساند (۱۸۶۴)
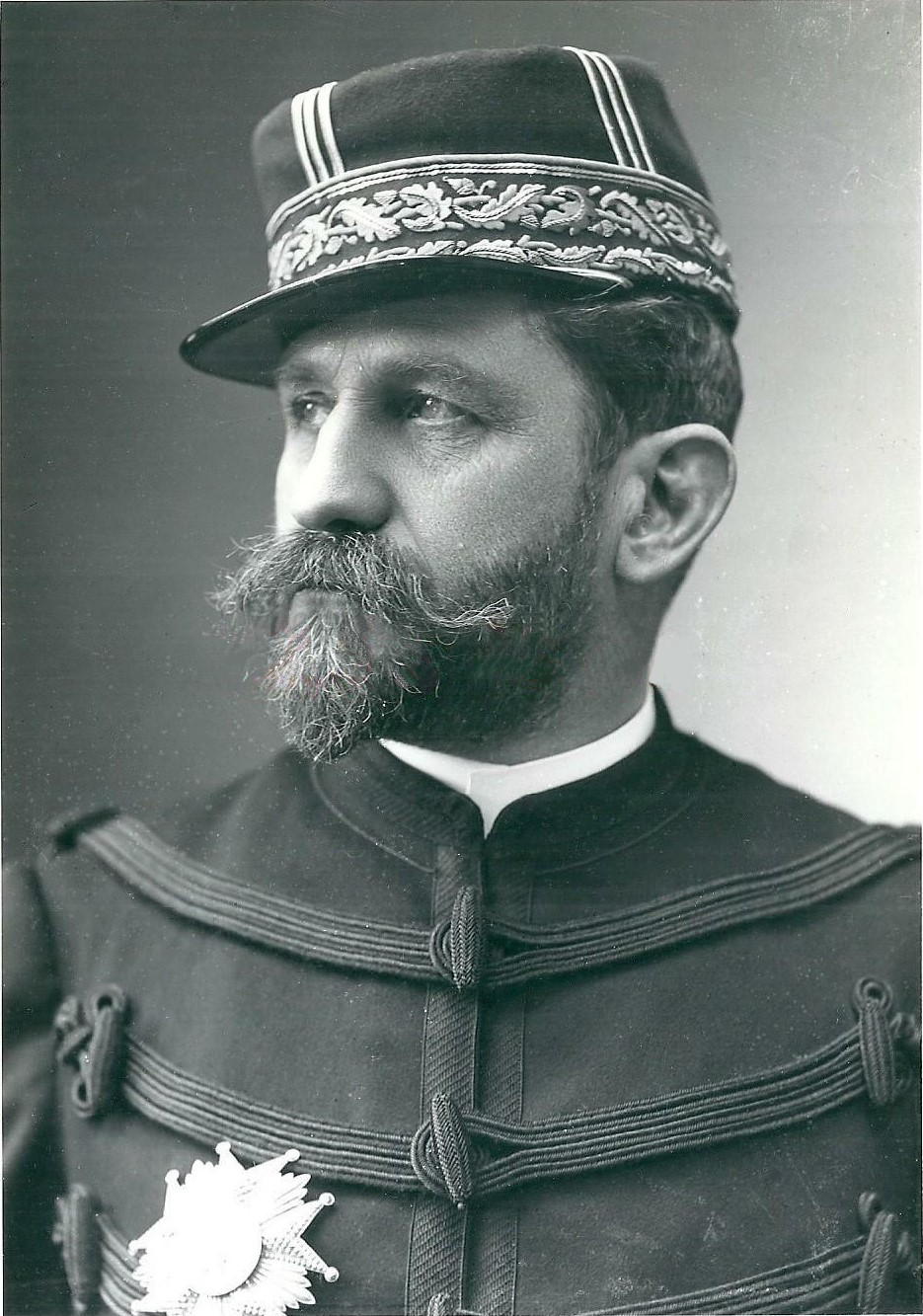
ژرژ ارنست بولانژه
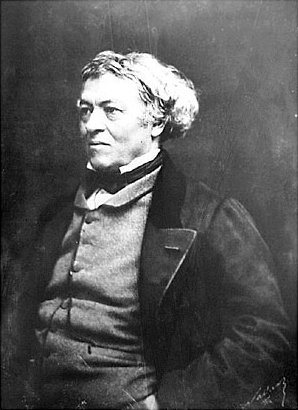
ژان-بتیست-کامی کورو
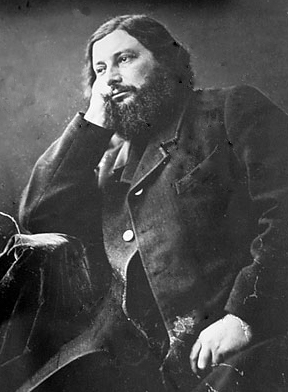
گوستاو کوربه
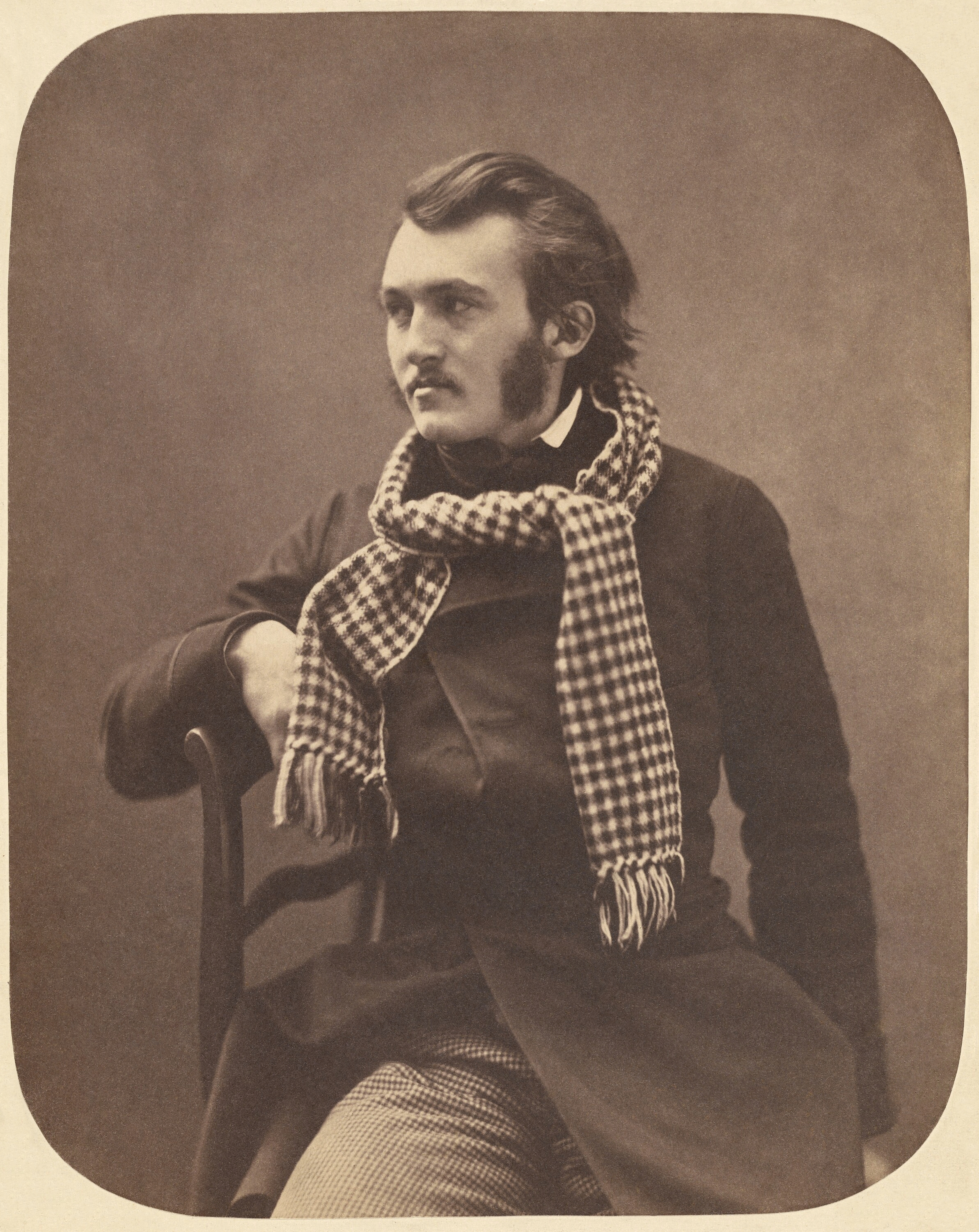
گوستاو دوره (بین ۱۸۵۶ و ۱۸۵۸ م.)
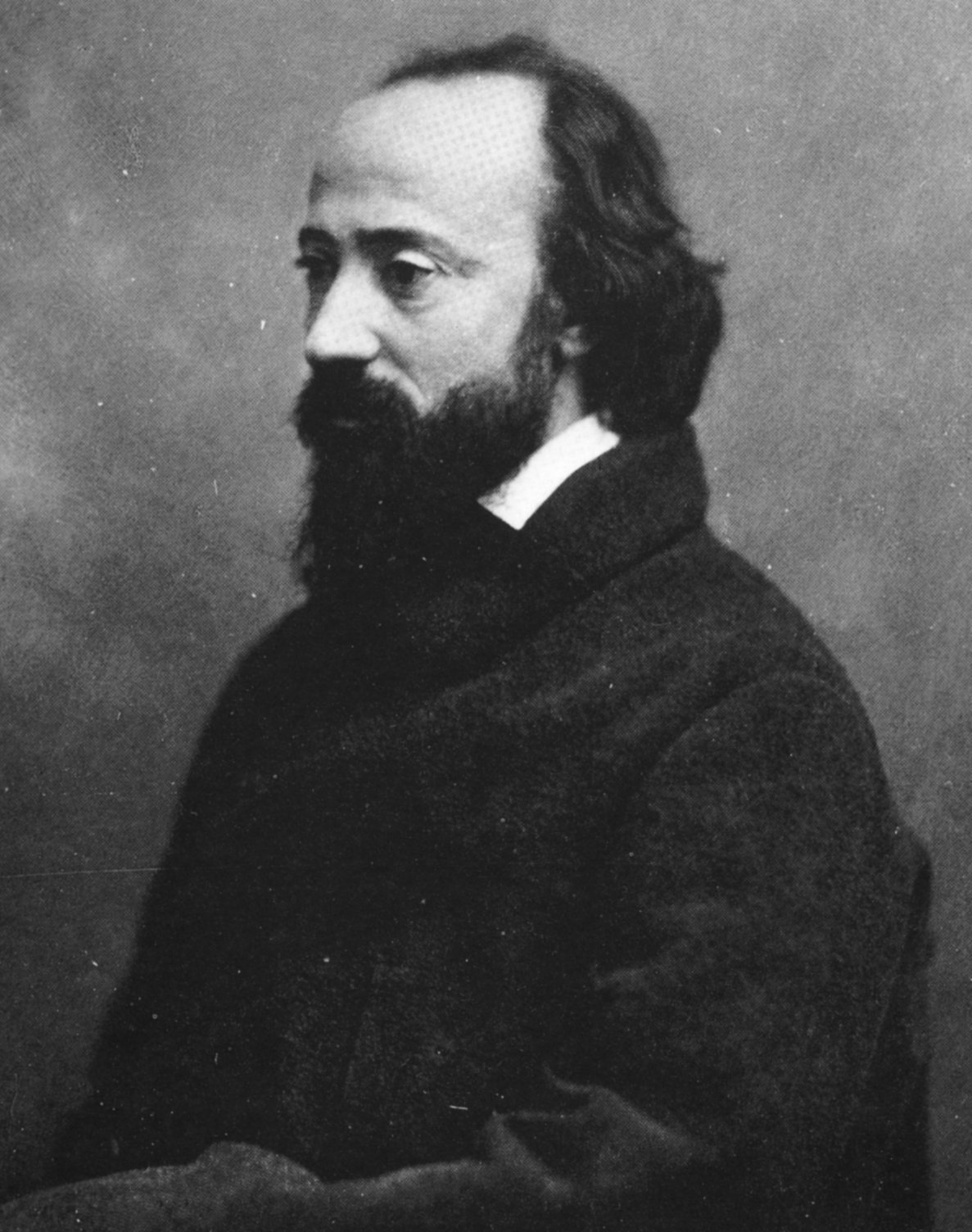
چارلز-فرانسوا داوبینی
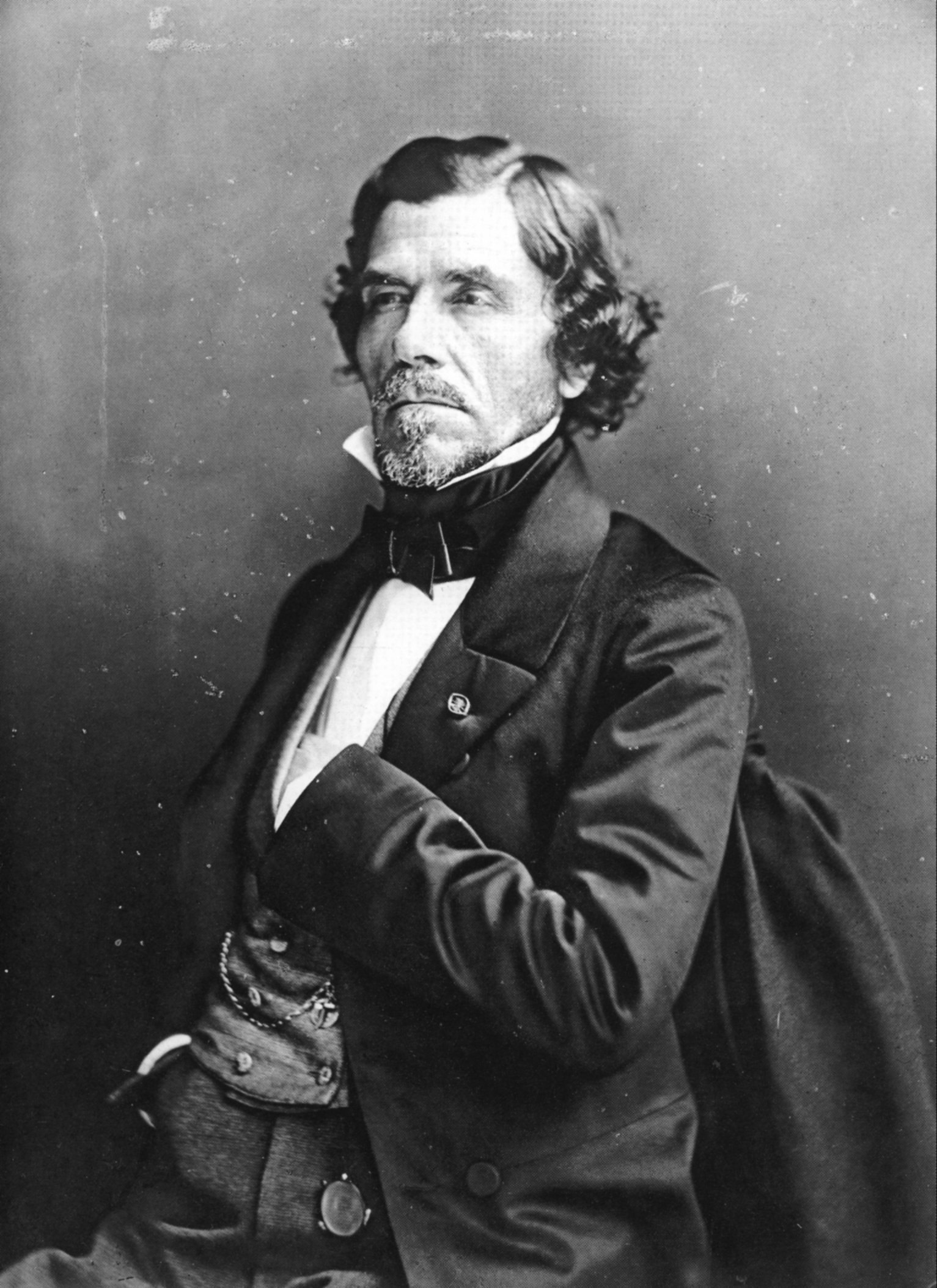
اوژن دولاکروا
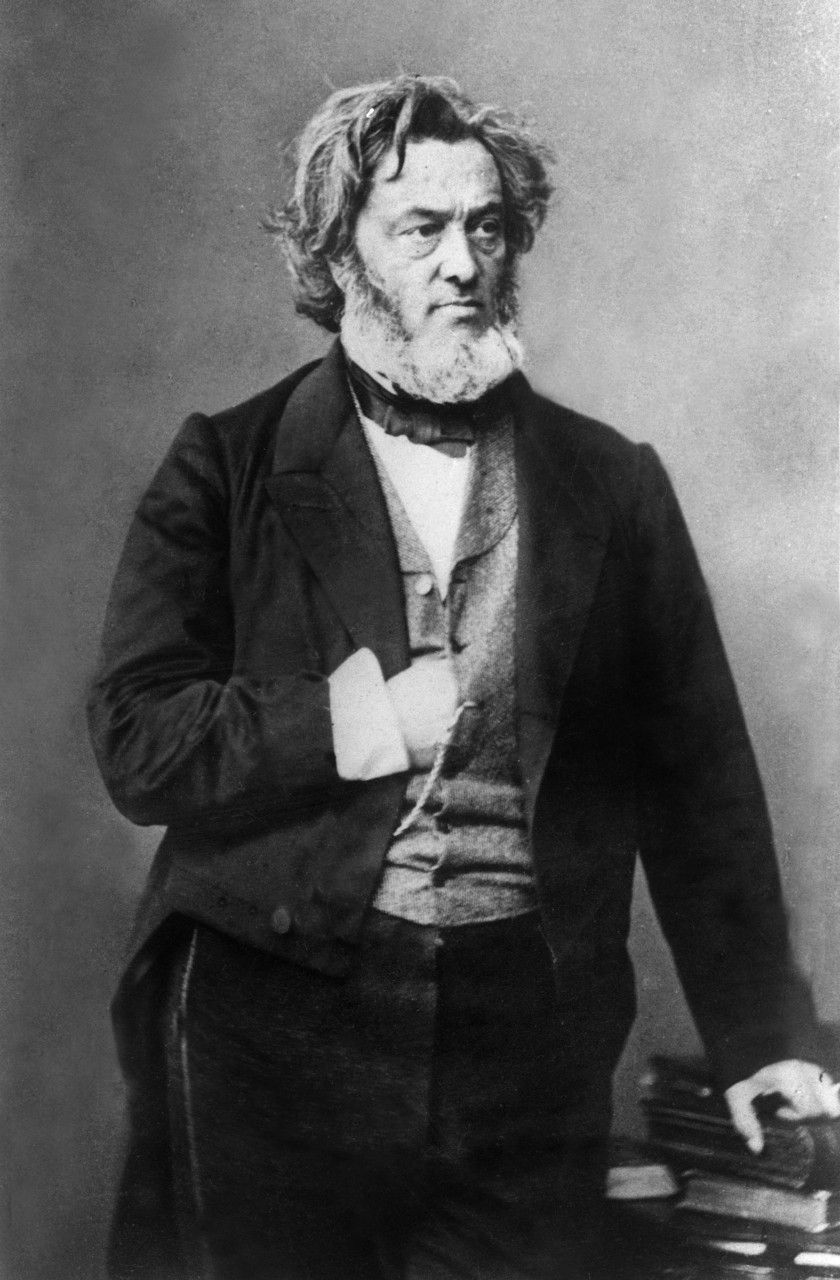
ژول فاور در ۱۸۶۵
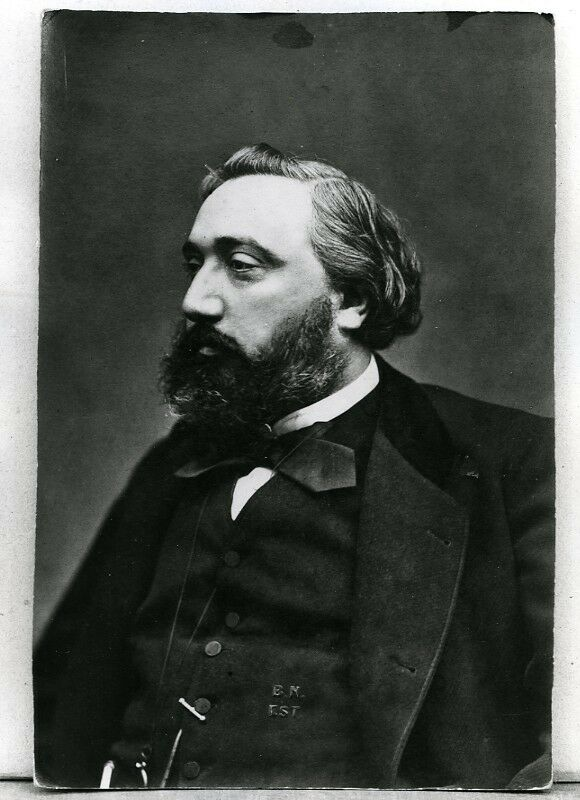
لئون گامبتا در ۱۸۷۰
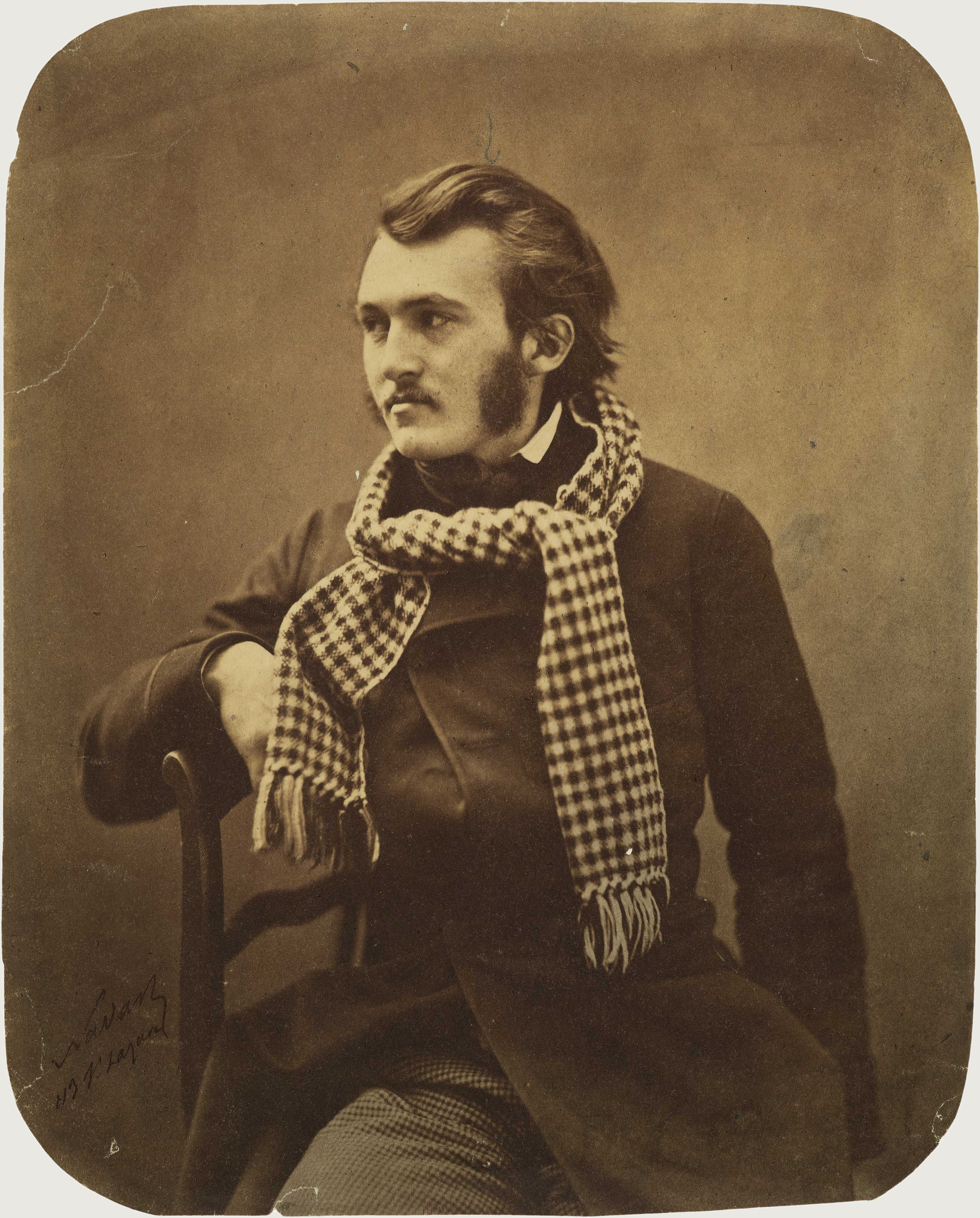
گوستاو دوره (۱۸۵۹)
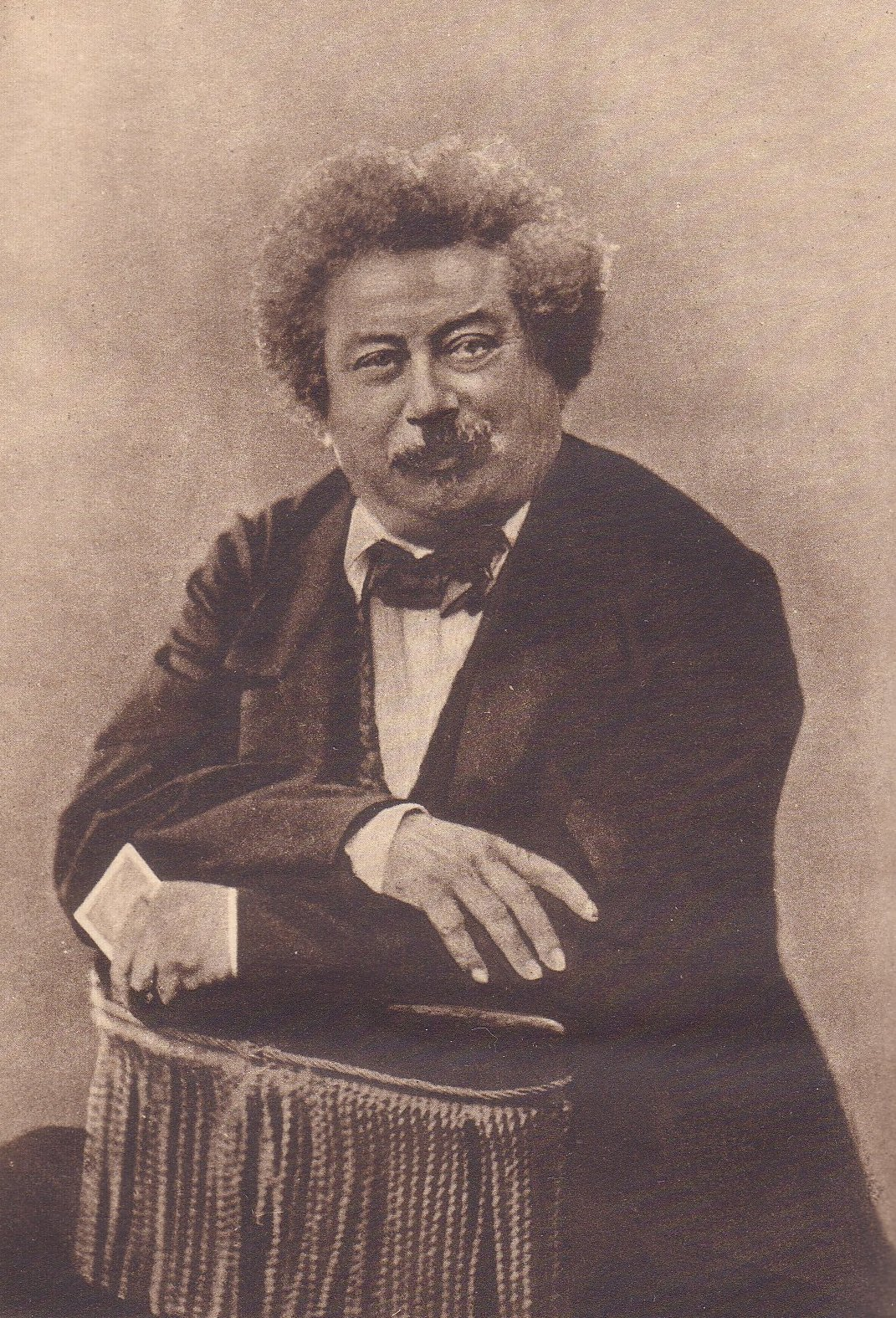
الکساندر دوما (پدر)
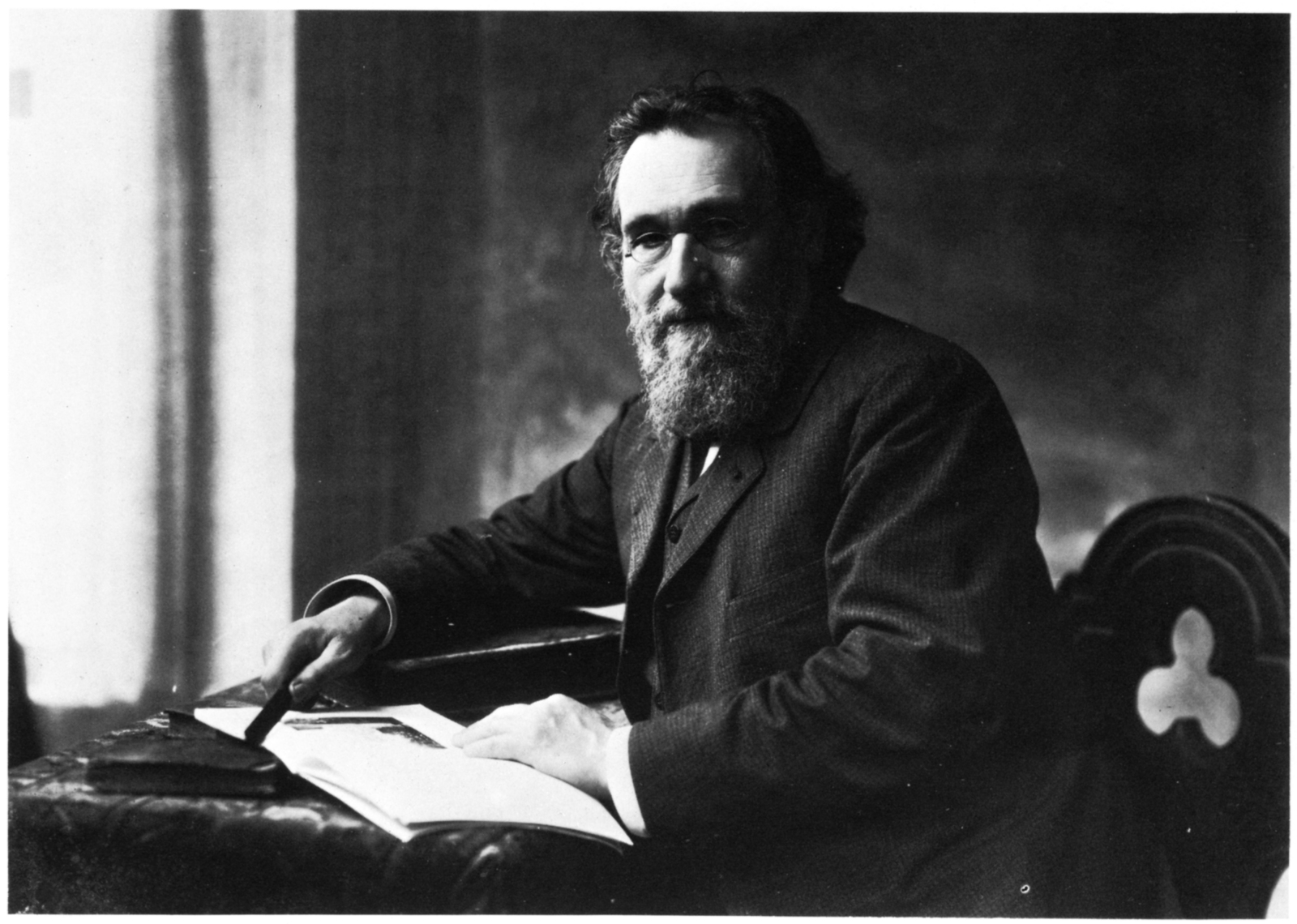
ایلیا مچنیکو
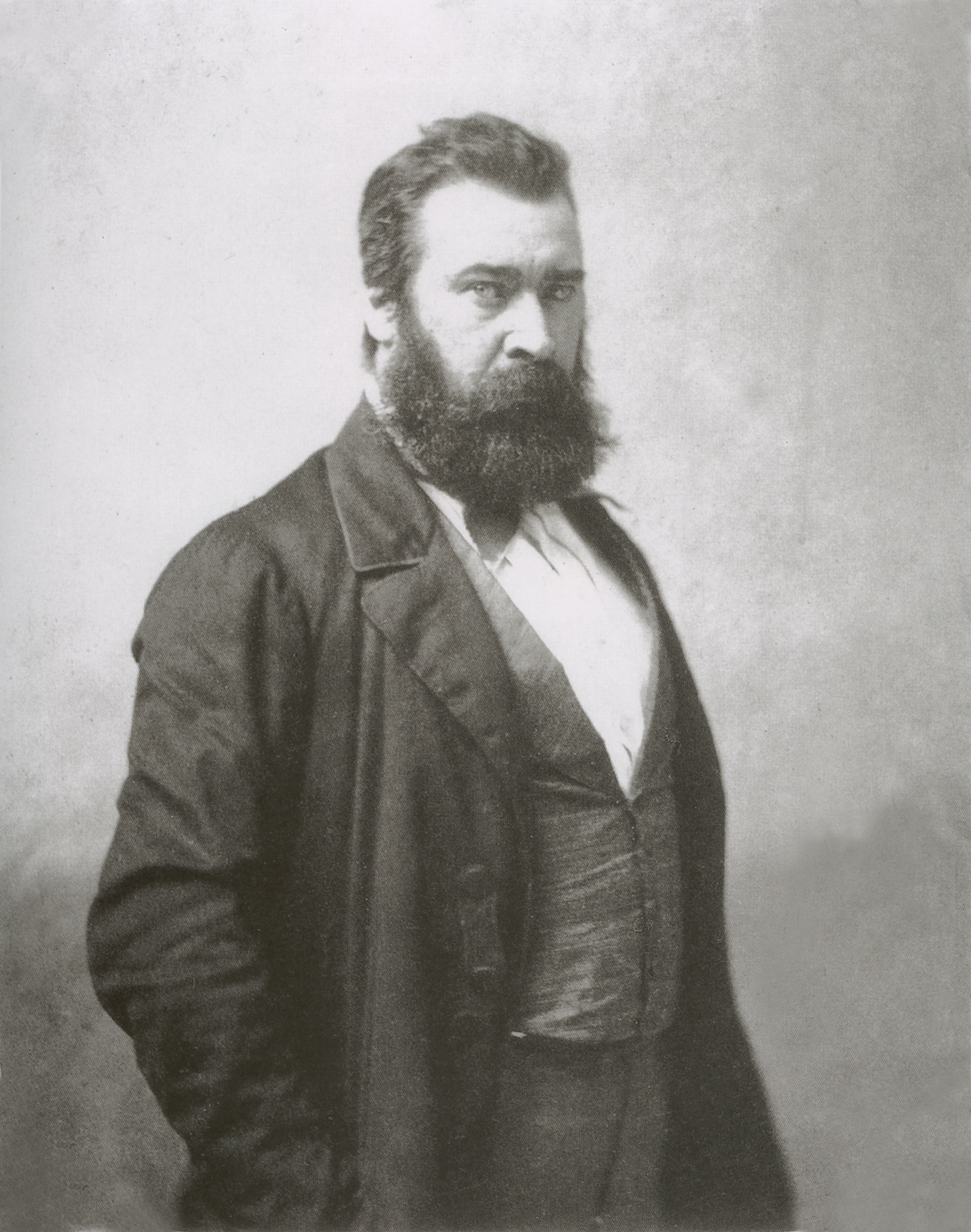
ژان‌فرانسوا میله
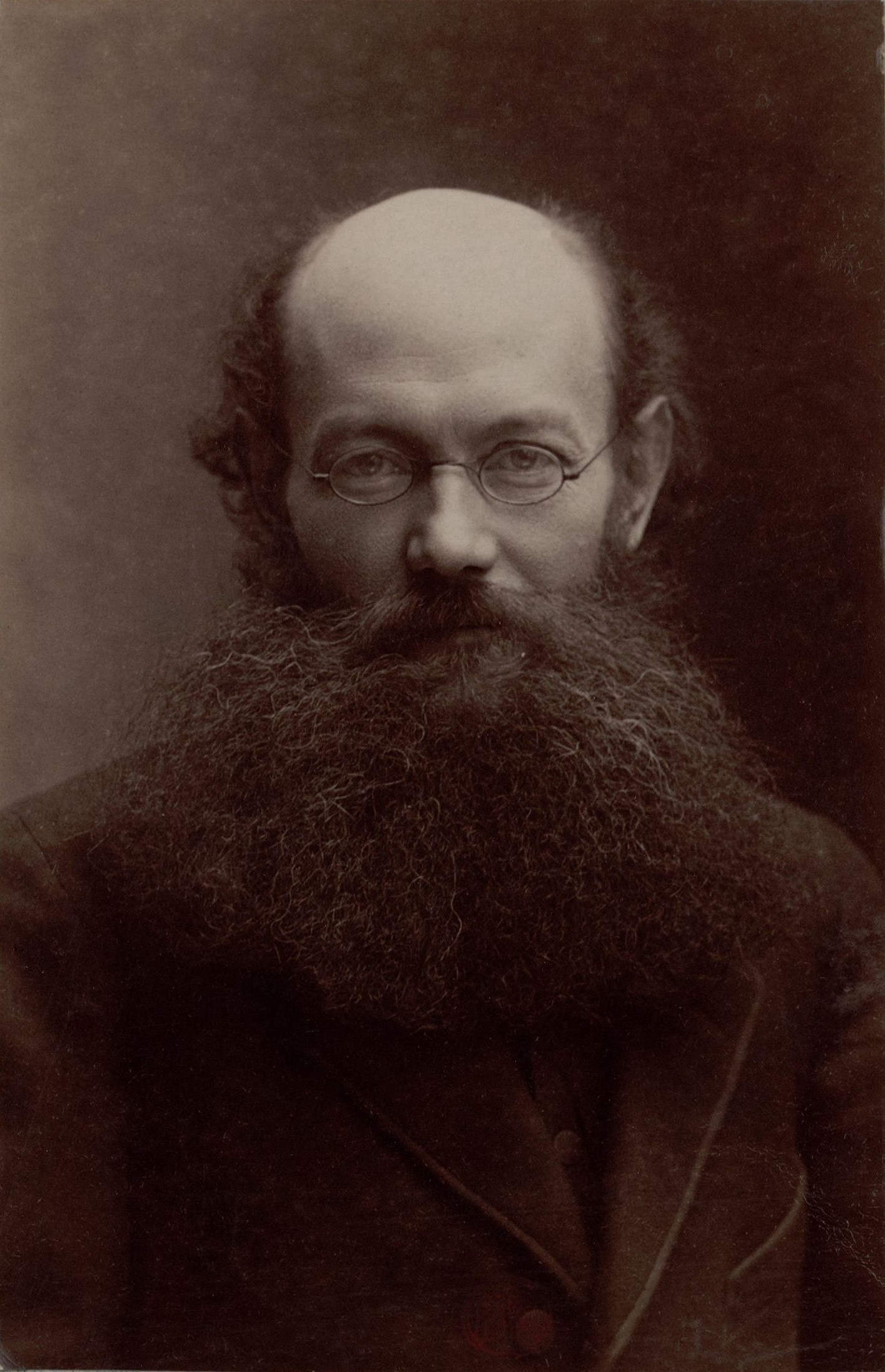
پطر کروپوتکین
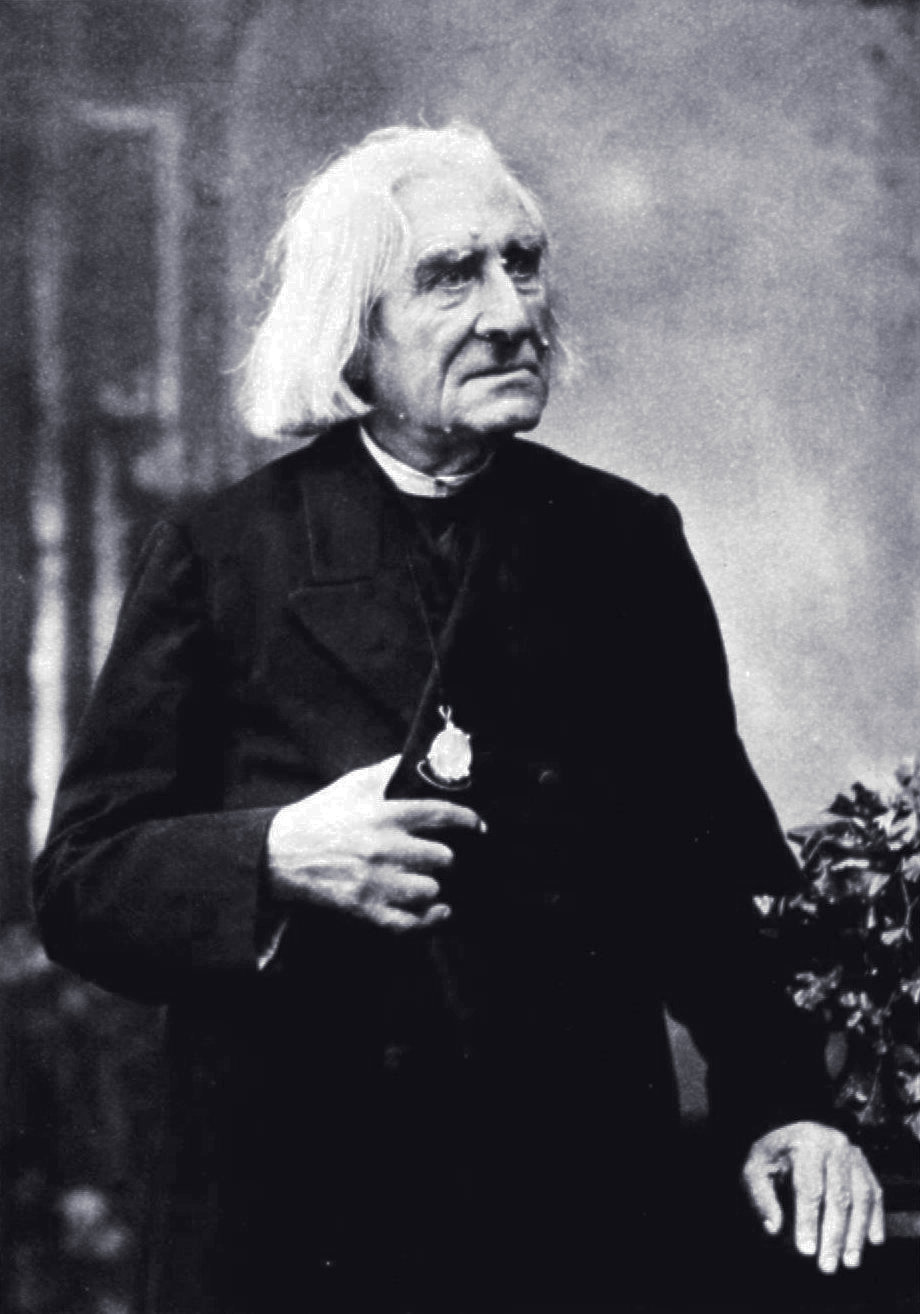
فرانتز لیست
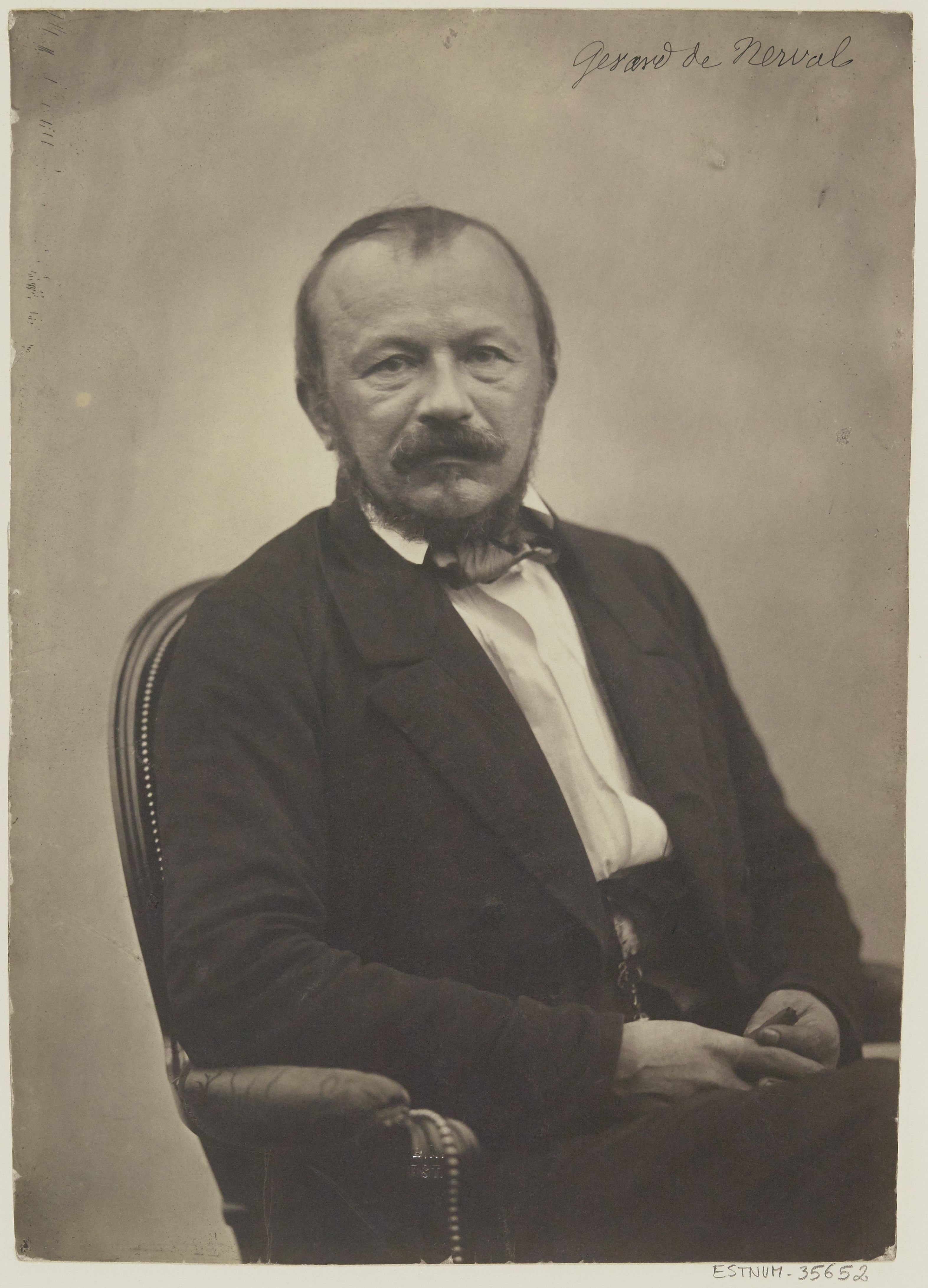
ژرار دو نروال
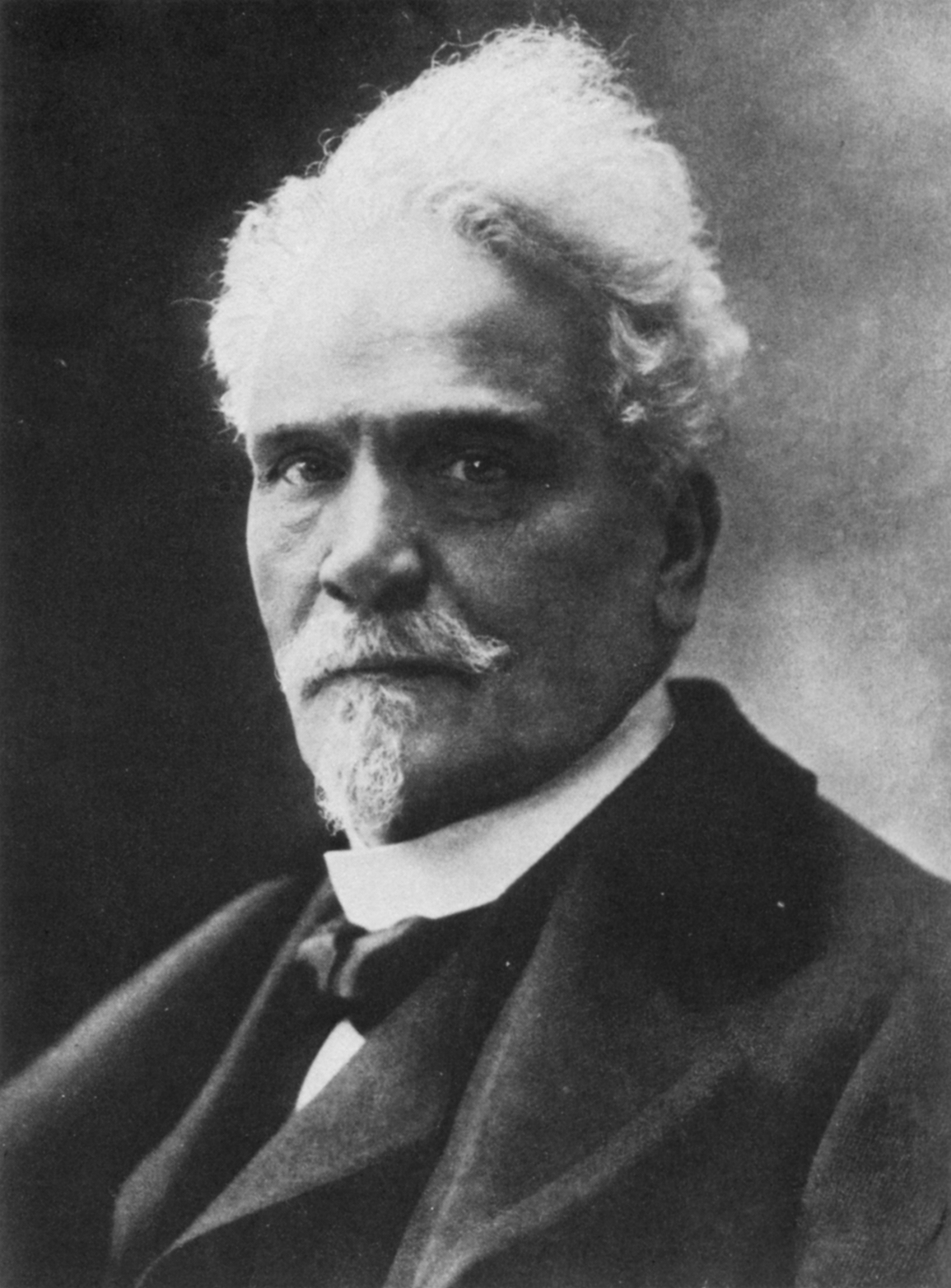
آنری روشفور
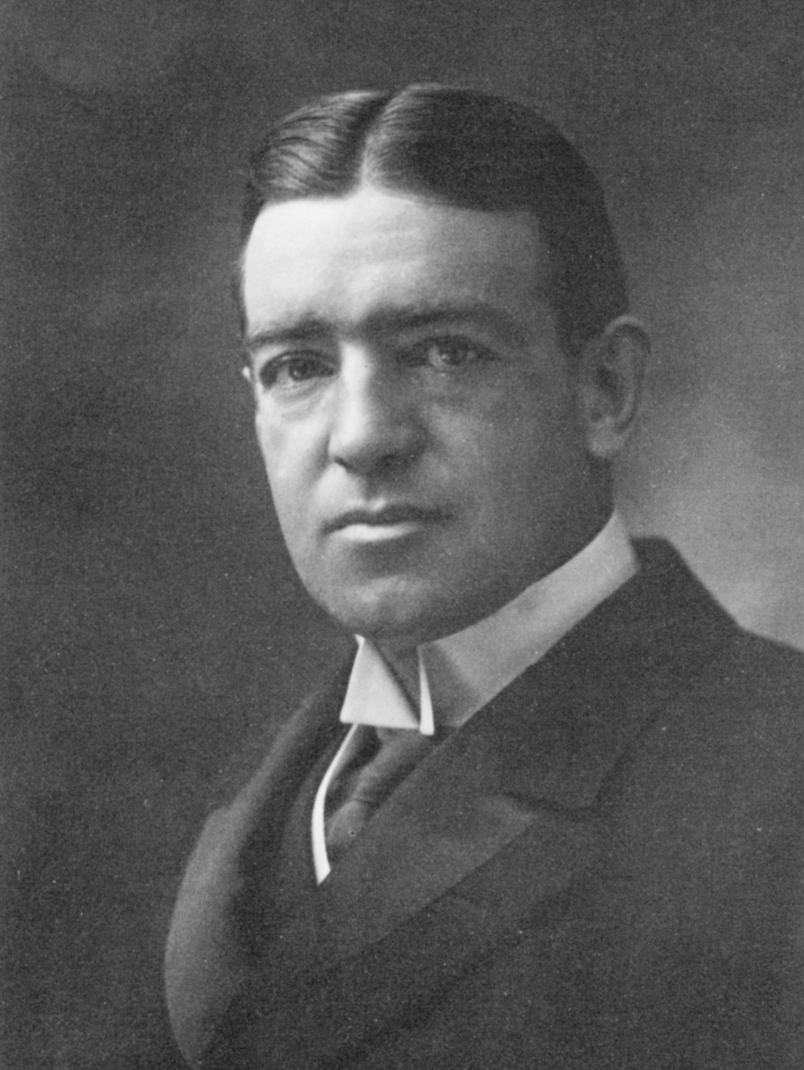
ارنست شکلتون
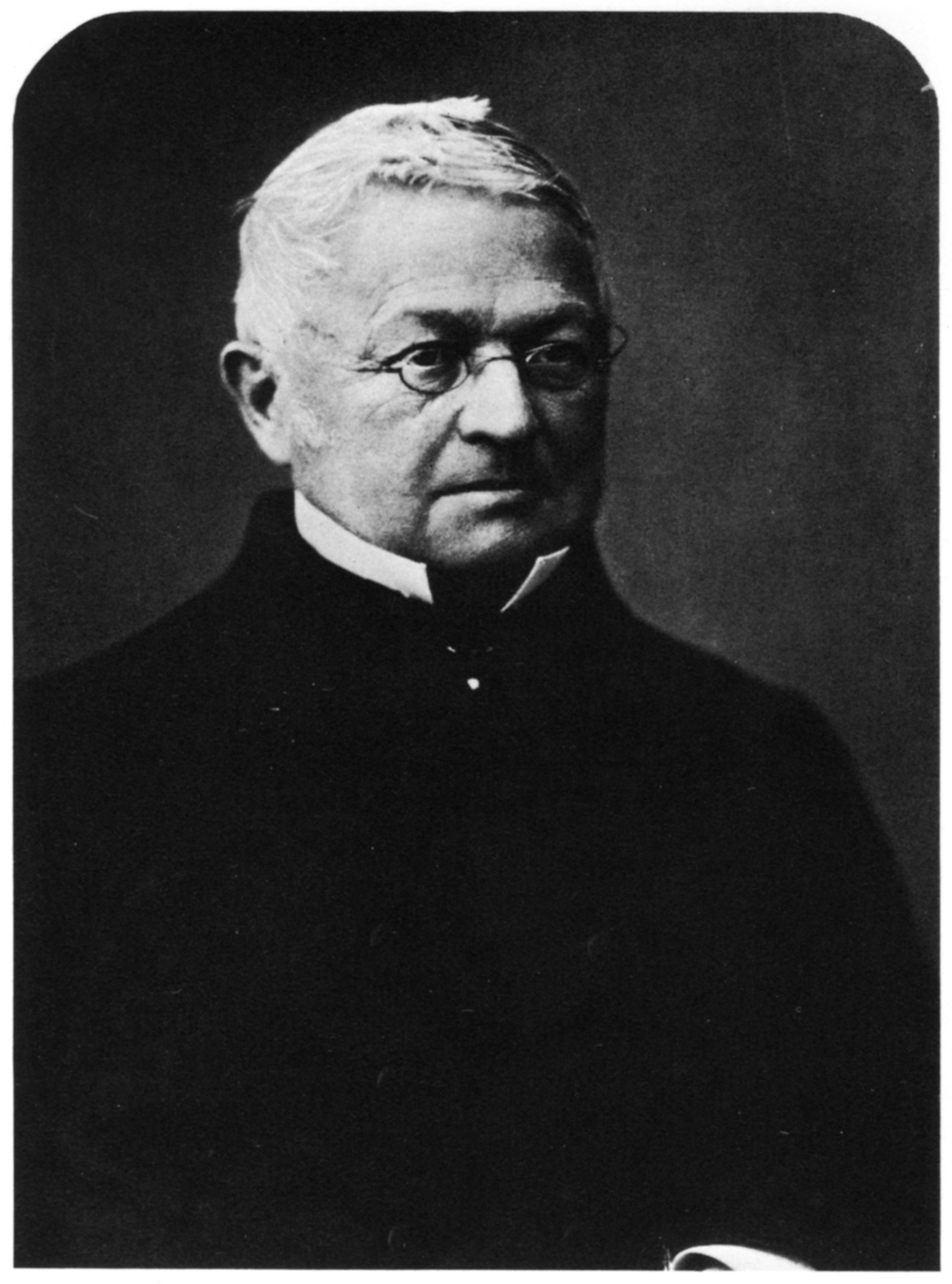
آدولف تیر
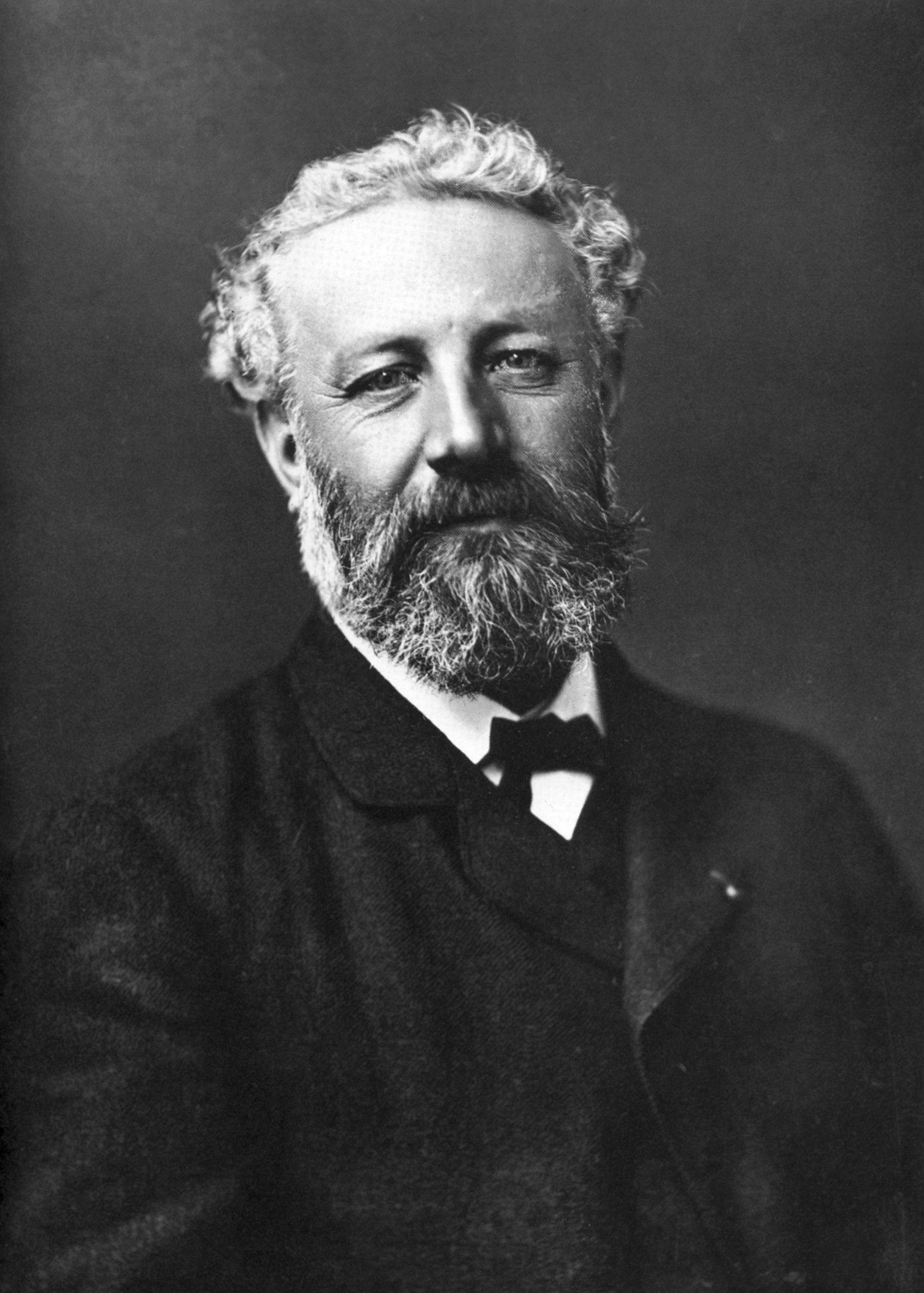
ژول ورن
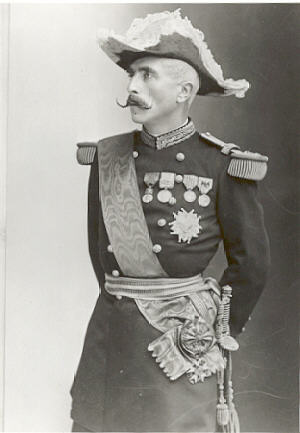
مارکیس گالیفت،  تیرانداز از کمون پاریس (۱۸۷۱)
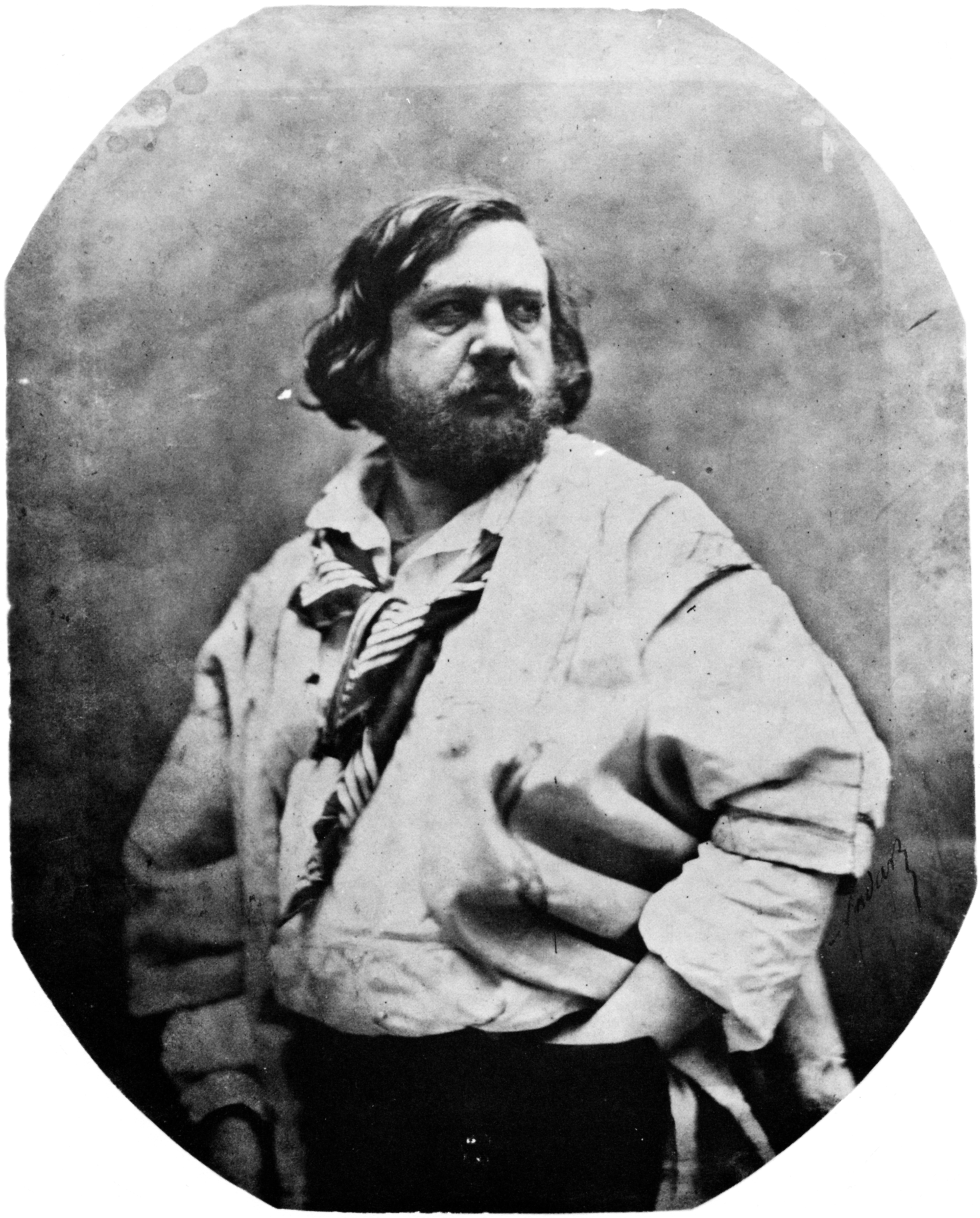
تئوفیل گوتیه
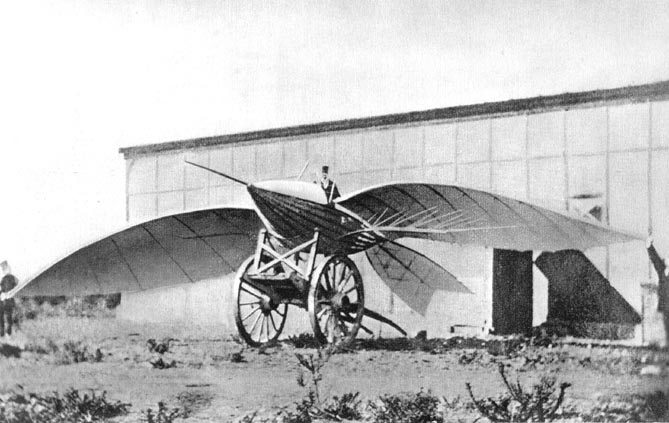
لو بریس و ماشین پرواز او ، آلباتروس دوم
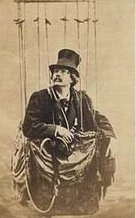
نادار (گاسپارد-فلیکس تورنچون) - خود تصویرگری
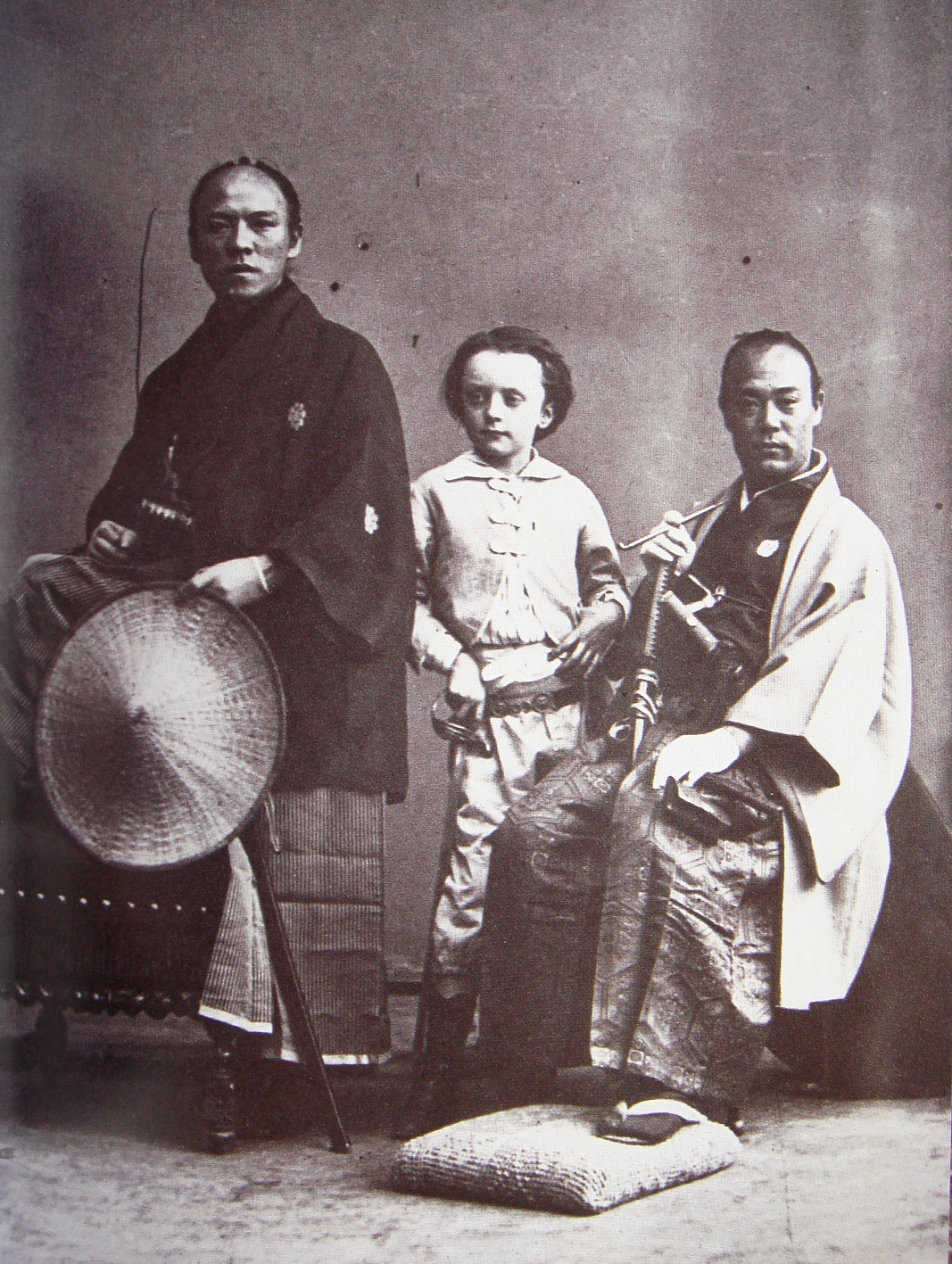
پسر نادر ، که توسط نادر با اعضای عکس عکاسی شده‌است سفارت دوم ژاپن در اروپا در ۱۸۶۳.
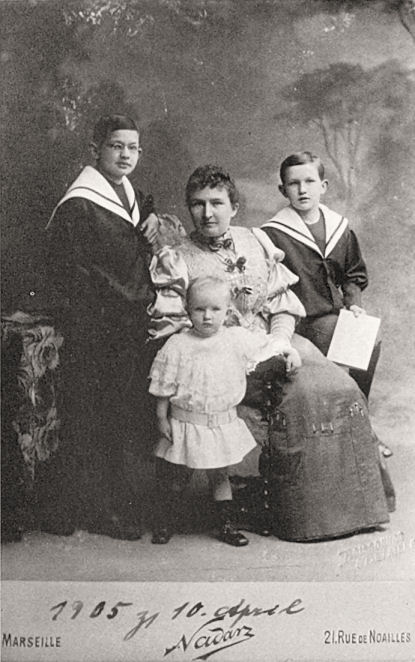
نقاش آینده چارلز کرودل،  با یک طرح رسم ، عکس توسط نادر ، مارسی ، ۲۱ روه ده نوایللس، ۱۹۰۵

### یادکردها
1. ↑  "La Mort de Nadar". l'Aérophile (به فرانسوی): 194. 1 April 1910.
2. ↑  "L'Aérophile". Gallica (به فرانسوی). 1910-01-01. Retrieved 2020-10-31.
3. 1 2 3 4 5 6 7 8 9 10 11  کاث باوند-روزنامه‌نگار (۲۰ اسفند ۱۳۹۷). «فلیکس نادار؛ نخستین عکاس سلبریتی در جهان». بی‌بی‌سی فارسی.
4. ↑  "Archives de France |". www.archivesdefrance.culture.gouv.fr (به فرانسوی). Retrieved 2015-10-15.
5. ↑  Holmes 2013, p. 164
6. ↑  فلیکس نادار؛ نخستین عکاس سلبریتی در جهان، بی‌بی‌سی فارسی